# نرجوس
النُرْجُوس (الاسم العلمي:Hippeastrum) هي جنس من النباتات النرجسية تتبع قبيلة نجماوية الفارس من أسرة النرجساوات.

## أنواع نجمة الفارس
- نجمة الفارس الإجوازوية
- نجمة الفارس الملكية
- نجمة الفارس أحادية السداة
- نجمة الفارس الفهدية
- نجمة الفارس الأرجنتينية
- نجمة الفارس أليفة الشجر
- نجمة الفارس الأميرية
- نجمة الفارس الأندريانية
- نجمة الفارس الأنيقة
- نجمة الفارس البارودية
- نجمة الفارس الببغائية
- نجمة الفارس البرازيلية
- نجمة الفارس خضراء الأزهار
- نجمة الفارس الزنجفرية
- نجمة الفارس الشبكية
- نجمة الفارس المقنعة
- نجمة الفارس الصخرية
- نجمة الفارس ضيقة الأوراق
- نجمة الفارس العطرية
- نجمة الفارس الغايانية
- نجمة الفارس الغبساء
- نجمة الفارس الغلوكية
- نجمة الفارس الغطاسة
- نجمة الفارس الفراشية
- نجمة الفارس الفردوسية
- نجمة الفارس القرمزية
- نجمة الفارس قصيرة الأزهار
- نجمة الفارس القلمية
- نجمة الفارس الليوبولدية
- نجمة الفارس الليوناردية
- نجمة الفارس المخططة
- نجمة الفارس المقلمة
- نجمة الفارس المرقشة
- نجمة الفارس السويقية
- نجمة الفارس النارية
- نجمة الفارس النيلسونية
- نجمة الفارس الهاريسونية